# ラッキーセブン (テレビドラマ)
『ラッキーセブン』は、2012年1月16日から3月19日まで、フジテレビ系の「月9」枠で放送されたテレビドラマである。主演は松本潤。

## 概要
初回は15分拡大の22時9分まで放送し、最終回は20分拡大の22時14分まで放送された。2013年1月3日にはスペシャルが放送された。それに伴い、1月2日・3日に連続ドラマが再放送された。
東京・北品川の小さな探偵事務所「北品川ラッキー探偵社」を舞台とした青春群像劇。探偵事務所の7人のメンバーが、チームワークで案件を解決していく姿を描く。
主演の松本は2012年1月3日放送のフジテレビ系新春ドラマ『もう誘拐なんてしない』に、本作の時多駿太郎役で友情出演した。

## あらすじ
自由人を自称するフリーター・時多駿太郎は、ひょんなことから「ラッキー探偵社」の新田輝、そして社長の藤崎瞳子と出会い、新入社員として働く事になり、事件の切っ掛けとなった新田と反発しながらも他のメンバーと事件を重ねるごとに交流を深めていく。
ストーリー中盤で新田は「ラッキー探偵社」を辞める事になるが、実は「ラッキー探偵社」の設立理由は瞳子の父・眞人の死と関係があり、それは警察上層部も巻き込んだ大規模な事件であり、新田の辞職の切っ掛けとなった偽装浮気事件が事件解明に関係していた事が明らかになる。
「眞人の死」を巡り、瞳子と筑紫が職を辞してまで追い求めていた鍵となる「手帳」の争奪戦の中盤から、辞職後に密かに事件を調査していた新田を加え、メンバー全員による事件解明に挑む。

## 登場人物

### 北品川ラッキー探偵社
時多 駿太郎（ときた しゅんたろう）〈28〉
演 - 松本潤（嵐）
ラッキー探偵社の新人探偵。お汁粉が大好物。元々は“自由人”を自称したフリーターで、気ままに生活していたが、ラッキー探偵社の探偵達に人妻との密会現場を撮られて不倫関係が破綻したことに怒り、新田を追って入ったラッキー探偵社で瞳子にスカウトされ探偵として働くことになる。新田には及ばないが、身体能力はかなり高く格闘術もある程度使え、足が速い。格闘術も新田に紹介されたジムに通うことで、回を重ねるごとに向上している。女性に関する観察眼は高く、女性の扱いには絶対の自信を持つ。調子がよくノリも軽いが、正義感が強く目の前の困った人を放っておけない情の厚さも持ち合わせている。前述のように“自由人”を自称するだけに自分の気持ちを主体に行動する。
新田 輝（にった てる）〈28〉
演 - 瑛太
ラッキー探偵社のキャリア8年目の探偵。クールな性格で、仕事中は常に飄々として余裕の態度を崩さない。格闘技に優れ、本気を出していない時でも回し蹴り一発で相手を倒してしまうほどの実力である。東都大学理学部生物化学科中退の経歴を持ち、以前は植木屋だったという。父親が会社の社長であるという金持ちで、親の決めたレールの上で生きていたが、大学時代に探偵になることを志したことから両親とは絶縁状態にある。駿太郎とは折り合いが悪く、互いを「猿（輝）」「犬（駿太郎）」と罵り合い喧嘩が絶えないが、共にいるにつれ次第に信頼関係を築くようになっていく。
偽りの浮気調査依頼の陰謀に嵌められ警察に追われる身となり、自身も皆を巻き込ませないために行方を晦ましたが、駿太郎ら探偵社のメンバーの尽力によって無実が証明された。この一件を境に父親の会社を継ぐ決心を理由にラッキー探偵社を去るが、実際は自分が巻き込まれた一件に16年前の瞳子の父親の事件が関わっていたことを知り、独自に調査をしていた。16年前の事件と関わる問題を機に駿太郎達と合流し、ラッキー探偵社に戻る。
上述の通り格闘術に優れているものの足元が弱く、足元を狙われると防御が手薄となる。
植物の苔を育てており（名前はコケ丸）、辞職してラッキー探偵社を去る際に駿太郎にコケ丸の世話を頼む。しかし、駿太郎がまともに水やりをしなかったために枯れてしまい、ラッキー探偵社に戻った際には深い悲しみを表していた。その後は2代目を育てている模様。
水野 飛鳥（みずの あすか）〈23〉
演 - 仲里依紗
ラッキー探偵社の女探偵。飛鳥と呼び捨てされることを嫌い、常に飛鳥さんと呼ぶよう訂正する。サバサバとした性格で、よく淳平のボケにツッコミを入れたり、あしらったりしている。容姿と演技力に優れ、潜入工作を得意とする。ペット・大二郎を溺愛している愛犬家で、大二郎を「犬」と呼ばれることを嫌う。自分より強い男性に守られたい願望があるが、基本的に男性の短慮な言動を呆れ気味にみる傾向がある。俳優の祐希守のファンだが、彼の演じる真壁リュウには全く興味を示さない。
料理は一応作れるものの、見た目が雑。
旭 淳平（あさひ じゅんぺい）〈37〉
演 - 大泉洋
ラッキー探偵社のキャリア12年目のベテラン探偵でチーフ。別の大手探偵事務所にいたところを引き抜かれた。駿太郎の教育係を任されている。普段は後輩達にぞんざいな態度を取られるなどひょうきんな言動が目立つが、ここぞという時に探偵としての腕を見せることもある。そんな見た目に反して腕っぷしは強い。犬が苦手。
女性に縁がなく、調査中に女性へアプローチを仕掛けても駿太郎や新田にとられてしまう。また北品川警察署の由貴に好意を寄せ、時には駿太郎に手ほどきを受けるもその仲はなかなか進展しない。
筑紫 昌義（つくし まさよし）〈56〉
演 - 角野卓造
ラッキー探偵社で総務・経理・営業・瞳子への連絡係を担当。元刑事という経歴を持ち、瞳子と共にラッキー探偵社を開設した古参のメンバーでもある。普段は黙々と仕事を熟しているが、しばしば駿太郎たちのノリに巻き込まれる。
茅野 メイ（かやの メイ）〈23〉
演 - 入来茉里
ラッキー探偵社事務員。平時ローテンションな地味目の女性。探偵達のバックアップを担当し、機械や理科系方面の知識に精通している。
藤崎 瞳子（ふじさき とうこ）〈38〉
演 - 松嶋菜々子
ラッキー探偵社社長。16年前の父の死の真相を探るために筑紫と共にラッキー探偵社を開設する。普段は事務所にいないことが多いが、要所で駿太郎達の行動の指針となる言葉を送り、案件解決に導いていく。
格闘術に優れているのか、敵から筑紫や駿太郎を回し蹴りで救ったこともある。

### 警視庁北品川警察署
桐原 由貴（きりはら ゆき）
演 - 吹石一恵
警部補。気弱で淑やかに見えるが、基本的に尖った性格。淳平に好意を寄せられているが、そっけない態度であしらう。武術に長けている。ラッキー探偵社の自由な立場で調査するところを羨ましく感じており、彼らの言葉に心を動かされることもある。
後藤 将司（ごとう まさし）
演 - 金田明夫
桐原の上司。警部。

### 時多家
時多 百合子（ときた ゆりこ）〈55〉
演 - 岡江久美子
駿太郎の母親。
時多 孝次郎（ときた こうじろう）〈27〉
演 - 小山慶一郎（NEWS）
駿太郎の弟。一流商社勤務のサラリーマンで、翔太という息子がいる。
時多 翔太（ときた しょうた）
演 - 後藤奏佑人
孝次郎の息子。『私立探偵★真壁リュウ』のファンで探偵に憧れている。

### その他
祐希 守（ゆうき まもる） / 真壁 リュウ（まかべ リュウ）
演 - 谷原章介
テレビドラマ『私立探偵★真壁リュウ』の主人公の私立探偵・真壁リュウを演じる俳優。普段は無理難題なワガママでマネージャーやスタッフを振り回し、妻からも離婚を迫られている傍若無人な人物でネガティブな性格。脅迫文が送られ困っている時、偶然通りかかった駿太郎に解決を依頼する。『私立探偵★真壁リュウ』は18年間続いている人気シリーズであり、現在シーズン7を放送している。

真壁 リュウに助けられる美女
演 - 夏月

### ゲスト

#### 第1話
松浦 拓巳（まつうら たくみ）
演 - 水橋研二
元消防士。半年前に火災現場で部下を亡くして辞職、その出来事に対して罪悪感を抱きアンダーグラウンドファイトでやられ屋として参戦する。命の危機に直面している状態にある。
松浦 茉菜（まつうら まな）
演 - 緑友利恵
拓巳の妹。ラッキー探偵社に兄の捜索を依頼する。
美香
演 - 松本若菜
駿太郎と不倫していた人妻。ラッキー探偵社に密会現場を撮りおさえられたことで夫に不倫がバレたため、駿太郎と別れる。

#### 第2話
佐々岡 光男（ささおか みつお）
演 - リリー・フランキー
バイオ産業のベンチャー企業「ステラバイオ社」の研究員。天才肌だが、周囲に迎合することなく自分のペースを崩さず研究を続けている一種の変人。
峯岸（みねぎし）
演 - 鶴見辰吾
「ステラバイオ社」人事部長。佐々岡を役員に迎えるため、その昇進の前に佐々岡の素行調査を依頼する。
佐々岡 美紀（ささおか みき）
演 - 鮎ゆうき
佐々岡の妻。夫との関係は冷え切り、どうにか修復できないかと悩んでいる。

#### 第3話
岡本 紗江（おかもと さえ）
演 - 紺野まひる
結婚詐欺疑惑のある女性。「水沢 紗己子（みずさわ さきこ）」の名前で毎回違う男と料理教室に通っており、その男性に手料理を振る舞うため他の生徒達に料理ショーと揶揄される。
箕輪 和則（みのわ かずのり）
演 - 東根作寿英
「水沢紗己子」の婚約者だという男性。紗己子の母親が難病だと500万を渡したが、母親が結婚詐欺だと疑っているため、彼女の身辺調査を依頼する。彼女の潔白を信じきっている。
岡本 弥生（おかもと やよい）
演 - 畠山紬
水沢紗己子の娘。大人びた性格の毒舌家で、駿太郎を振り回す。泣いてばかりで、泣き声がものすごく大きい。

#### 第4 - 5話
峰永 賢一（みねなが けんいち）
演 - 近江谷太朗
警視庁刑事部参事官。輝が林原の愛人を見張っていた時に撮った写真が切っ掛けで捜査情報漏洩や不正入札に関与した疑惑を持たれる。
林原 浩志（はやしばら こうじ）
演 - 正名僕蔵
料亭の女将を愛人にしている妻帯者。女将が別の男と一緒にいるところを目撃し、女将の浮気調査を依頼する。神経質な性格で、錠剤を手放さない。
新田 真須子（にった ますこ）
演 - 西山繭子（第5話）
輝の姉。警察に追われることになった輝を調べに来た駿太郎に輝の過去を話す。

#### 第6話
小林 タモツ（こばやし タモツ）
演 - 飯田基祐
ラッキー探偵社2000件目の依頼の調査対象者。探偵たちに不倫現場を押さえられ、調査報告者が依頼者である妻に渡ることになっている。探偵社に侵入し、その報告書を横取りしようと手当たり次第探し回り騒ぎを起こす。
敷島 貴志（しきじま たかし）
演 - 野間口徹
ラッキー探偵社の向かいにある喫茶店「敷島珈琲」のマスター。常連の茅野と懇意にしているが、茅野は憩いの場を乱されたくない思いから、探偵社のメンバーにはコーヒーがまずい店と触れ回っている。

#### 第7話
千崎 陽子（せんざき ようこ）
演 - 中越典子
航空会社「JAPAN AIRLINES」Lost and Found Service（遺失物係）。淳平のお見合い相手で一時は淳平の嘘から彼を弁護士だと信じていた。仕事熱心で客の無くした物を決して諦めずに探し出すことを至上とする。
中村 トメ（なかむら トメ）
演 - 水野久美
枕元に現れるようになった幽霊が戦時中に出兵した夫かを確認してほしいと依頼してきた老婆。夫は船ごと沈んでしまったが、夫の帰りを信じる思いから、未だに独り身。その戦時中に思い出の品であるお守りも無くしていた。
山下 さとこ（やました さとこ）
演 - 田野アサミ
陽子の後輩社員、航空会社「JAPAN AIRLINES」Lost and Found Service（遺失物係）。

#### 第8話
飯塚 月子（いいづか つきこ）
演 - 釈由美子
銀座高級club「M」ホステス嬢。自宅に盗聴器が仕掛けられ、その目的と犯人を割り出してほしいと「ラッキー探偵社」に依頼する。
立藤 晋作（たちふじ しんさく）
演 - 前川泰之
月子の彼氏、「日本革新党」衆議院議員。大物代議士・十朱派に属している議員で円満に派閥から離れられないかと画策している。
新堂 誠（しんどう まこと）
演 - 細田よしひこ
外資系企業「ACジョーンズ通信」勤務。飛鳥の元彼、同窓会で久し振りに再会する。仕事で失敗し落ち込んでいる飛鳥にアメリカのワシントン本社に海外赴任が決まったので、一緒に行かないかと誘う。

#### 第9 - 10話
八神 景介（やがみ けいすけ）
演 - 鹿賀丈史
「八神コーポレーション」社長。瞳子の父・眞人（後述）が死の直前まで調べていた人物であり、眞人の死にも関係している。
望月 史織（もちづき しおり）
演 - 夏帆
「CAFE`MATERIALS」のウェイトレス。ストーカーに付け狙われていると「ラッキー探偵社」に依頼するも、ラッキー探偵社から眞人の手帳を奪い取るための口実に過ぎなかった。しかし、恋人役の駿太郎に警護されるうちに駿太郎に惹かれ始め、彼を欺くための演技（または本心）でキスをしたことが仇となり、駿太郎に工作員としての正体がバレてしまう。10話では取引のために再度、駿太郎たちの前に登場する。自分の任務を遂行した後で、「駿太郎といた時間は楽しかった」と彼に本心を伝える。
キャップをかぶった男
演 - 三元雅芸（第9話のみ）
史織を付け回していた男で、ショッピングモールで駿太郎を突き飛ばし史織をショッピングモールの屋上まで連れ去る。しかし、実は史織とグルで、史織が手帳を強奪する際にラッキー探偵社に合流する。その後駿太郎と激しい格闘となり追い詰められた末に、史織を人質に手帳を寄越すように要求するも、そういうやり方を最も嫌う駿太郎を本気にさせ倒された。
謎の男性
演 - 永井大
溜池の幽霊会社を根城にし、八神の指示で動く男達のリーダー。黒い手帳を奪うため、部下を率いて瞳子を拉致する。駿太郎相手に善戦するほどの格闘センスの持ち主である。
槇谷 由香利（まきたに ゆかり）
演 - 奥田恵梨華（第9話のみ）
長年蒸発していた父親が見つかるが余命宣告され別れを惜しむ間もなく他界する。亡くなった父親は瞳子の父親と友人関係で黒い手帳を預かっていた。
藤崎 眞人（ふじさき まさと）
演 - 大鷹明良
瞳子の父親、弁護士。ボランティアで「品川の未来を考える会」の活動をしていた。北品川の歩道橋で転落死したと思われていたが、八神景介の不正の証拠を入手した後に「八神コーポレーション」の内部で殺害されていたことが発覚する。

#### スペシャル
天野 幸一（あまの こういち）
演 - 及川光博
天才と言われる経済学者。経営セミナーを開催しているが、裏では二世経営者に融資詐欺を紹介している。
栗原 みづき（くりはら みづき）
演 - 石原さとみ
天野の秘書。
磯部
演 - 嶋田久作
融資詐欺犯。
湧永 隆造（わくなが りゅうぞう）
演 - 平田満
和菓子屋「わくなが」の社長。自分の通帳から2000万、店を担保にして借りた3000万、合計5000万円を持ち出して失踪し、その後、人を殺して自分も死ぬというメッセージを息子に送った。駿太郎により殺人は食い止められたが、自殺を図って重傷を負う。
湧永 逸子（わくなが いつこ）
演 - 高橋ひとみ
湧永社長の妻。
湧永 勝（わくなが まさる）
演 - 中丸雄一（KAT-TUN）
湧永社長の息子。失踪した父親を探すようラッキー探偵社に依頼する。
田代
演 - 児玉頼信
わくながの店員。
春香
演 - 菜々緒
浮気調査の対象者。
猫田
演 - 三又又三
旭淳平が警察の留置所に入れられたとき、同じ留置所にいた男。

## スタッフ
- シリーズ構成 - 佐藤信介
- 脚本 - 早船歌江子、野木亜紀子、金沢達也、宇田学 / 井上由美子（SP）
- 音楽 - ティム・ウィン / 原田憲（SP）
- 主題歌 - 嵐「ワイルド アット ハート」（ジェイ・ストーム）
- アクションコーディネーター - 下村勇二
- 演出 - 佐藤信介、成田岳、平野眞、長瀬国博 / 松山博昭（SP）
- プロデュース - 重岡由美子、関口大輔
- アソシエイト・プロデュース - 金井卓也
- 製作著作 - フジテレビ

## 受賞
- 第72回ザテレビジョンドラマアカデミー賞[5]
  - 主演男優賞（松本潤）
  - 助演男優賞（瑛太）
  - ドラマソング賞
- 第15回日刊スポーツ・ドラマグランプリ
  - 助演男優賞（大泉洋）
- 第9回TVnavi ドラマ・オブ・ザ・イヤー2012
  - 新人賞（女優）：入来茉里（ラッキーセブン）

## 放送日程

### 連続ドラマ
| 各話                                                       | 放送日        | サブタイトル                        | 脚本                  | 演出     | 視聴率 |
| ---------------------------------------------------------- | ------------- | ----------------------------------- | --------------------- | -------- | ------ |
| mission 1                                                  | 2012年1月16日 | 新米探偵、女ボスからの初ミッション! | 早船歌江子 野木亜紀子 | 佐藤信介 | 16.3%  |
| mission 2                                                  | 2012年1月23日 | 天才研究員を調査せよ                | 金沢達也              | 成田岳   | 16.9%  |
| mission 3                                                  | 2012年1月30日 | 結婚詐欺師を追え                    | 野木亜紀子            | 平野眞   | 15.2%  |
| mission 4                                                  | 2012年2月06日 | 仕掛けられた甘いワナ                | 野木亜紀子            | 佐藤信介 | 15.4%  |
| mission 5                                                  | 2012年2月13日 | 別れの予感、駆ける夜                | 野木亜紀子            | 成田岳   | 15.2%  |
| mission 6                                                  | 2012年2月20日 | 最初で最悪の案件                    | 野木亜紀子            | 長瀬国博 | 14.6%  |
| mission 7                                                  | 2012年2月27日 | 恋におちて                          | 宇田学                | 成田岳   | 13.6%  |
| mission 8                                                  | 2012年3月05日 | 美人ホステスのスキャンダル!         | 早船歌江子            | 平野眞   | 15.5%  |
| mission 9                                                  | 2012年3月12日 | 恋という名のワナ!                   | 野木亜紀子            | 成田岳   | 15.6%  |
| mission 10                                                 | 2012年3月19日 | 仲間達よ永遠に!                     | 野木亜紀子            | 佐藤信介 | 16.9%  |
| 平均視聴率 15.6%（視聴率は関東地区・ビデオリサーチ社調べ） |               |                                     |                       |          |        |

- 初回は15分拡大、最終回は20分拡大。
- 2012年1月期の連続ドラマの中では最高視聴率、最終回視聴率、平均視聴率はトップとなった。月9枠の作品がクール1位を記録したのは『コード・ブルー -ドクターヘリ緊急救命- 2nd Season』以来、2年ぶりとなった。

### スペシャル
| 放送日       | サブタイトル | 脚本       | 演出     | 視聴率 |
| ------------ | --- | ---------- | -------- | ------ |
| 2013年1月3日 | 空前の豪華キャスト奇跡の再集結！〜魔性の女の甘美な誘惑 天才教授に仕掛けられた巧妙なワナに探偵社最後で最大の危機！ | 井上由美子 | 松山博昭 | 15.0%  |

## 番外編

### サイドストーリー『敷島★珈琲 バリスタは見た!?』
ドラマ放送期間中にYouTubeで配信されたサイドストーリー。全10回。ラッキー探偵社の向かいにある敷島珈琲という喫茶店の店主、敷島貴志（野間口徹）が、ラッキー探偵社で何が起こっているのかを調べるというストーリー。ほぼ毎回探偵社の茅野メイが喫茶店にやってきて敷島と話をする。敷島珈琲は、ドラマ6話で登場した。敷島貴志は、2011年にフジテレビNEXTで放送された『TOKYO コントロール』に登場する航空管制官で、続編となる『TOKYOエアポート〜東京空港管制保安部〜』では本作に引き続き、敷島珈琲店主として登場している。

#### スタッフ
- プロデューサー - 関口大輔
- 演出 - 尾形竜太
- 脚本 - 宇田学
- 音楽 - ティム・ウィン

### スピンオフドラマ『私立探偵★真壁リュウ』
ドラマに登場する登場人物が見ているドラマ『私立探偵★真壁リュウ』が独立して制作された。全4話。CSで放送され、DVDとしてレンタル・販売されている。ドラマ『私立探偵★真壁リュウ』は、ラッキーセブン内にほぼ毎回登場するが、6話で駿太郎がテレビ局で真壁本人と出会うエピソードが制作された。

#### キャスト
- 谷原章介
- 阪田マサノブ

#### スタッフ
- 企画プロデュース - 羽鳥健一
- 協力プロデュース - 関口大輔
- 演出 - 尾形竜太
- 脚本 - 福田雄一
- 音楽 - 都啓一（SOPHIA）